# 海头站
海头站，位于中华人民共和国海南省儋州市海头镇，是海南環島高速铁路上的一座中間站，由中国铁路广州局集团管辖，2015年完工，于2023年12月15日开通客运服务。

## 车站结构
海头站房建筑面积1,989.35平方米，地下一层，地上一层，结构形式为钢筋混凝土框架结构及钢网架屋面。车站形式为线侧下式，最高聚集人数400人。站台雨棚建筑面积7,200平方米，结构形式为钢筋混凝土框架结构。

## 歷史
海头站已随海南西环高铁同步建成，但长期未启用，曾引发舆论关注。铁路部门给出的理由是车站日客流量预计不足百人，开通运营后会严重亏损。地方当局称将完善车站周边市政配套设施以吸引客流，力争早日开通。
2023年12月15日，海头站开始提供客运服务。